# فهد الكبيسي
فهد الكبيسي (12 أبريل 1981-)، مغنً ومنتج أغاني وعارض أزياء وناشط اجتماعي قطري من مواليد الدوحة. عُرف عنه تقديم موسيقى خليجية متطورة ونمط محافظ في تصوير الكليبات.

## النشأة
ولد في مدينة الدوحة ونشأ في كنف عائلة محافظة متدينة وهو الابن الثاني بين 8 أولاد، حاصل على درجة بكالوريوس في التربية البدنية والعلوم الرياضية من جامعة قطر.
تأثر في طفولته بموسيقى أبرز الفنانين في تلك الحقبة. خصوصًا محمد عبده وطلال مداح وعبد المجيد عبد الله ونوال الكويتية.

## المسيرة الفنية
بدأ مسيرته الفنية كمنشد إسلامي وهو بالمرحلة الثانوية واصدر العديد من الإناشيد الإسلامية منفردة عام 1997، وفي عام 2001 اصدر ألبومه الإنشادي الأول جمال الروح وبعدها في عام 2005 عندما كان معيداً بالجامعة أصدر ألبومه الإنشادي الثاني إلى روحي واستمر بذلك وحصل على العديد من الجوائز الإنشادية.

### مسيرته الغنائية
إتجه للغناء بمساعدة الملحن القطري مطر علي الكواري عام 2006. وطرح في العام نفسه ألبومه الغنائي الأول «ليش» من إنتاج وتوزيع شركة روتانا، وفي 2008 أصدر ألبومه الغنائي الثاني أسئلة من إنتاج وتوزيع بلاتينيوم ريكوردز، ومن ذلك استمر بطرح أغاني منفردة التي من أبرزها أغنية (الليلة) التي كانت إحدى أغاني ألبوم راشد وأحبابه عام 2008 , وأغنية (سر الأرواح) التي كانت أيضاً إحدى أغاني ألبوم خليجيات بلاتينيوم عام 2009 , وعلى رغم من هذا إلا أن شهرته كانت محدودة على الصعيد المحلي في قطر.
- صح النوم

أصدر هذا الألبوم في إبريل عام 2010 في السعودية من قِبل بلاتينيوم ريكوردز وهو ثاني ألبوم تنتجه وتوزعه للكبيسي وثالث ألبوم غنائي له. حقق هذا الألبوم شهرة واسعة خليجياً وعربياً حيث ظل محتلاً المرتبة الأول في قطر قرابة الشهر، وحل في المرتبة الثانية في السعودية والكويت. وقد شمل الأغاني </2>التالية:
- صح النوم
- 'سبعين مره' أغنية ذات طابع فلكلوري
- مو عشاني
- قالوا نسيته
- خاطرك مكسور
- خلنا نحب
- حبل السوالف
- وش سالفة قلبك
- سأل عني
- هذه حالة

أصدرت أغنية «هذه حالة» عام 2009 , لتلقى إستحسان الكثير قبل أن يقوم بغنائها في جلسات وناسة 2010
ليعيد إصدارها من جديد كأغنية تابعة للألبوم عام 2010 , كما أن أغنية «سبعين مرة» التي صورت فيديو كليب لاقت صدى واسع جداً مما جعله يخطو أولى وكبرى خطواته على ساحة الغنائية الخليجية <<3.<<4.<<5<<6<<7.
- تجي نعشق

وهو الألبوم الغنائي الرابع له، وأول ألبوم ينتجه فهد بنفسه. عمل على صناعة الموسيقى فيه بتعاون مع العديد من الموسقيين والشعراء، صدر في قطر في 2 فبراير 2012 وبلغ المرتبة الأولى في العديد من البلدان منها قطر والكويت والسعودية والإمارات العربية المتحدة. مما أدى إلى نفاذ الطبعة الأولى خلال إسبوعين من طرحه.
وقد صرح قائلاً: 
| فهد الكبيسي | لم يكن من السهل الوصول لهذه التوليفة التي أخذت الكثير من الجهد والتعب، بالإضافة لمشاركة بعض المقربين مني في هذا الألبوم الذي أتمنى أن يكون مصافحة جميلة مع الجمهور خلال العام الجديد. | فهد الكبيسي |

 شمل الألبوم الأغاني التالية:
- تجي نعشق
- تصدد
- إلا الموت
- على حسنة
- يا جحود
- متى الجيه
- إلا إنت
- عفيه علي
- بعيد الشر
- كلي حلالك
- تخليني
- أكثر إنسان
- سلامة قلبك
- حالي معه

حققت أغنية «تصدد» أول نجاح لها في الكويت بل ظلت أكثر الأغاني رواجاً في الإذاعات الكويتية، كما وصلت أغنيتي «تجي نعشق» و«إلا الموت» المراتب الأولى في عدد من البلدان بما فيها الإمارات والبحرين وبالأخص أغنية «إلا الموت» الذي تصدر فيديو كليب خاصته أعلى نسبة مشاهدة في عام 2013 . وأغنية «جحود» لاقت رواجاً كبير في السعودية والسبب يرجع لطابع الموسيقي فيها الذي ينتمي لمناطق الجنوب السعودي.
- مزاجي

بعد نجاح الألبوم السابق أعلن فهد عن بدء تجهيز لألبومه الخامس وفي مطلع عام 2014 تم بث فيديو كليب أغنية «مزاجي» على قناته باليوتيوب ليعلن عن انطلاق خامس ألبوم غنائي له أصدر في قطر بـيناير 2014 وهو ثاني ألبوم ينتجه فهد حيث انعقد مؤتمر صحفي واحتفال بمناسبة صدوره أثناء احتفالات مهرجان سوق واقف وقد شاركته المغنية نوال الكويتية. وقد شمل الألبوم الأغاني:
- مزاجي
- لا يا حبيبي
- ليه أنا أهتم
- تخيل
- تصبر
- كثير اللي
- خل قلبي
- أبيك
- سبحانه
- يا زعلان
- ما عوضوني
- المستهتر
- أنت والدنيا
- ما رحموني
- ما نده

لفتت أغنية «ليه أنا أهتم» انتباه الناس لشدة رقة كلماتها وألحانها كما أن النمط الموسيقي المستخدم هو دمج بين موسيقى خليجية وموسيقى البوب مما جعلتها تتصدر لائحة الأغاني القطرية في قطر وفي منتصف عام 2015 تم تصويرها ونشرها على قناته باليوتيوب بنمط موسيقى العربية الكلاسيكية.
أما كليب «مزاجي» فتجاوز حاجز المليون مشاهدة على موقع يوتيوب.

## فيديوغرافيا
| السنة | اسم الأغنية     | ألبوم أم منفردة  | المخرج             |
| ----- | --------------- | ---------------- | ------------------ |
| 2005  | على كثر الجروح  | منفردة           | حسام الدين العاتكي |
| 2006  | ليش             | ألبوم ليش        | محمد جمعة          |
| 2006  | يالله اليوم     | منفردة           | حسام الدين العاتكي |
| 2008  | أقول الآه       | ألبوم أسئلة      | حسام الدين العاتكي |
| 2010  | سبعين مره       | صح النوم (ألبوم) | نهلة الفهد         |
| 2011  | ادعوا لي الله   | منفردة           | نهلة الفهد         |
| 2011  | خليها على الله  | منفردة           | جاسم الجسمي        |
| 2011  | بشويش           | منفردة           | يعقوب يوسف المهنا  |
| 2012  | تجي نعشق        | ألبوم تجي نعشق   | يعقوب يوسف المهنا  |
| 2012  | إلا الموت       | ألبوم تجي نعشق   | يعقوب يوسف المهنا  |
| 2013  | ما تخيلتك بدوني | منفردة           | يعقوب يوسف المهنا  |
| 2014  | مزاجي           | مزاجي (البوم)    | ياسر الياسري       |
| 2014  | تخيل            | مزاجي (البوم)    | يعقوب يوسف المهنا  |
| 2014  | وبعدين          | منفردة           | ياسر الياسري       |
| 2014  | كنت أحبك        | منفردة           | إذاعة صوت الخليج   |
| 2015  | ليه أنا أهتم    | مزاجي (البوم)    | ياسر الياسري       |
| 2015  | بطلنا           | منفردة           | ياسر الياسري       |
| 2016  | الله يستر       | منفردة           |                    |
| 2016  | أمس ناقص        | منفردة           |                    |
| 2016  | ترى الهوى       | منفردة           |                    |
| 2017  | انت عشق         | ألبوم            |                    |
| 2018  | اش - لاح براقه  | منفردة           |                    |
| 2019  | ماذا دهاك؟      | منفردة           |                    |
| 2019  | مظلي            | منفردة           |                    |
| 2019  | تحت أمرك        | منفردة           |                    |
| 2019  | هلا فيكم        | منفردة           |                    |
| 2020  | في حضرة عيونك   | منفردة           |                    |
| 2020  | العشق والبلوى   | منفردة           |                    |
| 2020  | يا ما قلت لك    | منفردة           |                    |
| 2021  | جرعة حب         | منفردة           |                    |
| 2021  | جادك الغيث      | منفردة           |                    |

- في هذا القسم شرح موجز للأغاني المصورة الرائجة في مسيرته:

على كثر الجروح
هو أول فيديو كليب للفهد الكبيسي لأغنية إنشادية تحمل عنوان «على كثر الجروح» تعتبر من أقوى الأناشيد الإسلامية في مسيرته الإنشادية، كما أنها أيضاً أول تجربة تلحين قام بها. وهي على حد قوله أغنيته المفضلة في تلك الحقبة.
تتمحور الفكرة في أن اليأس والقنوط من رحمة الله إحدى أكبر الخطايا التي يرتكبها الإنسان وأن الصبر دائماً ما يأتي بخير.
الأغنية المملف : فهد صياد سمك يعمل في الميناء وأثناء عمله يقابل طفل يشحذ وهنا يتذكر طفولته ومرارة الحياة التي عاشها.
ليش؟
أول أغنية دخل بها مجال الغناء وهي أغنية ألبوم ليش أصدرت في 2006
وهي من ألحان عبد الله المناعي. تتحدث عن التفاؤل وأن التشاؤم لا يوجد له مكان
ساهم الكليب بلفت أنظار بلاتينيوم ريكوردز لهُ التي كانت حينها تخطو خطوة الأولى بقيادة راشد الماجد
الأغنية المملف : فهد ساعي بريد يوصل رسالة من 3 نسخ تحمل كلمات الاغنية فيقوم هو بإيصالها إلى 3 أشخاص.
يالله اليوم
إحدى أشهر أغانية المنفردة ذات الطابع التراثي والتي حاز عليها جائزة أحسن صوت شبابي (اوسكار الفيديو كليب 2006م). تميزت بإظهار التراث الاجتماعي لدى قطر وبالإستخدام الموسيقي المطور الذي عمل عليه الملحن عبد الله المناعي غير أن طريقة التصوير أُشيد بها، أما من ناحية التسويقية فالأغنية راقت رواجاً بـقطر وخاصة بأن تلفزيون قطر أشرف على إنتاجها.
الأغنية المملف : فهد بائع بدوي متجول أو كما يطلق عليه باللهجة البدوية «دواج», يدخل إلى قرية حضرية يرى فيها معيشة الناس ويغني ومنهم من يرددون وفجأة يلفت انتباه رجل يقوم بضرب صبي يذهب فهد بإتجاهه وينصحه. في المساء يدعى إلى عُرس ويشارك الفرقة الموسيقية التراثية بالغناء.
أقول الآه
أقول الآه وتقول البشر الله وما تدري.. تصور حالة إنسانيه غاية في العمق والتحدي
تصدرت هذه الأغنية قائمة أفضل أغنية للعام 2008 من قناة وناسة وإذاعة إم بي سي إف إم لعبت هذه الأغنية بتحريك الناس حول قضية أطفال الشوارع وإجبار الأطفال على العمل.
الأغنية المملف : قصة الكليب مستوحاة عن قصة حقيقية للمصور سوري شاهد طفلة تبلغ قرابة 10 سنوات تبيع الحلوى وهي حاملة كتابها المدرسي في إحدى شوارع دمشق حاول تصويرها مرراً وتكرراً لكن الطفلة تخفي وجهها وترفض التصوير وفي نهاية الأمر بخلسة منها قام المصور بتصويرها.
سبعين مره
هي إحدى أغاني ألبوم صح النوم(ألبوم) صورت في أواخر عام 2010 بطريقة الفلكلورية الخليجية لتحقق نجاحاً منقطع النظير منذ بدء مسيرة فهد الفنية. حققت نسبة مشاهدة عالية على قناة بلاتينيوم باليوتيوب. لتظل هذه الأغنية إحدى أشهر أغاني فهد الكبيسي.
تتمحور فكرة الأغنية على أن الحب الحقيقي لا يمكن نسيانه مهما حاولنا، وإن كان هذا الحب حب الطفولة.
الأغنية المملف : الكليب يروي قصة شاب أحب فتاة في طفولته ولكن ظروف التي طرأت على الخليج في حقبة الخمسينات أجبرت عائلة الفتاة إلى الهجرة، وعند مرور بحقبة السبعينات يصبح هذا الطفل رجلاً وعند المرور بأحد الأزقة يتذكر تلك الطفلة وكيف كانا يلعبان معاً
بشويش

فهد ممسكٌ بعصا قديمة في إحدى مشاهد الكليب

أحد أنجح أغاني فهد الكبيسي المنفردة صدرت في عام 2011 , هذه الأغنية شكلت علامة فارقه في جماهيريته التي كانت حبيسة دول الخليج لتنفرج إلى الوطن العربي، تعتبر من أكثر أغاني الكبيسي الراقصة طلباً في المهرجانات والمناسبات الخاصة والجلسات فلا تمر جلسة يحييها الكبيسي إلا غناها وهذا يدل على نجاحها المتميز. في إحدى القوائم الموسيقية بـالمغرب ظلت محتلة المرتبة الثانية كما أنها ظلت محتلة المراتب الأولى بـدول الخليج العربي. تمتاز موسيقى هذه الأغنية بدمج بين الموسيقى الخليجية الطربية والموسيقى الراقصة المعروف بدول الخليج باسم الـشكشكة.
الأغنية المملف : الفيديو يعرض حياة زوجين كبار في السن يعيشان مع أحفادهما الصغار كلاً من زوجين غاضب من أخر مما يثير حزن الأحفاد اللذان لم يحبوا أن يروا جدهم وجدتهم متخاصمان.
تجي نعشق
أغنية ألبوم تجي نعشق الرئيسية أُصدرت في 2012 على إذاعة إم بي سي إف إم بشكل حصري إحتلت المرتبة الأولى لأسبوع واحد فقط لتتراجع إلى المرتبة العاشرة في قائمة TOP20 بقناة وناسة.
الأغنية المملف : مصنع ينتج ألبوم ليقوم بتوزيعه أما دور فهد بأن يغني فقط. الفيديو كليب تعرض لإنتقادات لاذعة من قِبل النقاد قائلين بأن الفيديو الكليب لم يساهم بنجاح الأغنية بل على العكس بفشلها فشل ذريع وأن الكليب لا يمت للأغنية بصلة.
إلا الموت
ثاني أغنية مصورة تابعةٍ لألبوم تجي نعشق وأكثر أغاني الألبوم نجاحاً.
تصدرت هذه الأغنية الرومانسية المراتب الأربع الأولى في قائمة TOP20 للأغاني العربية قرابة العام ونصف ليصرح فهد بمقابلة له على إذاعة ألف ألف إف إم السعودية في عام 2013 قائلاً: 
| فهد الكبيسي | لم أكن أتوقع أبداً بأن إلا الموت ستحرز كل هذا النجاح وبصراحة سُعدت بخيبة أملي هذه | فهد الكبيسي |

 .
الأغنية المملف : الفيديو كليب أخرجه يعقوب يوسف المهنا وقد تم تصويره بـإسطنبول. فهد يسافر على متن سفينة تاركاً ورائه زوجته التي يحبها، في هذه الأثناء يرى طفلة صغيرة تبكي برفقة والدتها لتسقط من يدها الدمية فيلتقطها وعند ركوب السفنية تكون تلك الطفلة مقابلةً لفهد فيعطيها دميتها لتشرق الابتسامة في وجهها. في هذه الأثناء يلفت نظره عقد الفتاة الذي يشبه عقد زوجته فيتذكرها ويتألم لفراقها في خضم كل هذه الأحداث يصحو من نومه ليكتشف بأن السفينة قد فاتته بالأصل وأن كل ما دار هو في الحقيقة حلم؛ وهنا يسرع عائداً إلى زوجته.
مزاجي
الأغنية الرئيسية لألبوم مزاجي (البوم) إحتلت المرتبة الأولى كأكثر الأغاني العربية مشاهدة على موقع يوتيوب بتخطيها حاجز المليون مشاهدة. تميزت من الناحية الموسيقية بخليط جمع بين موسيقى الرقص الإلكترونية وموسيقى خليجية شعبية تُعرف باسم «الخبيتي» هذا الدمج الذي أطلقوا عليه النقاد بدمج الذكي ساهم بتصدر الأغنية لائحة الأغاني الشبابية الخليجية للعام 2014 . تتحدث الأغنية عن المزاجية التي تقع بين الأزواج غالباً.
الأغنية المملف : فهد رسام ومندوب مبيعات لدى شركة تنتج المشروبات الغازية دائماً ما يتحدث مع زوجته عبر الهاتف المحمول ويذهب إليها لإعطائها الهدايا، وفي يوم ما ذهب إليها وهو يحمل الهدية فلم تفتح له الباب، فيحدثها على الهاتف ليكتشف بأنها غاضبةٌ منه للسبب تافه يحاول أن يرضيها لكن دون جدوى فيطفح كيله منها. وفي النهاية تأتي هي للمصالحته. يعتبر هذا الكليب أول تعاون يجمعه مع المخرج العراقي ياسر الياسري.
و بعدين
أغنية منفردة أصدرها في منتصف عام 2014 متميزةً بإيقاعات موسيقية مختلفة عن الاستخدام الشائع للموسيقى الخليجية نجحت هذه الأغنية على صعيد الجماهيري
الأغنية المملف : طريقة تصوير الفيديو هي من شكلت نجاحاً ساحقاً حيث يعتبر فيديو كليب سيلفي وهو الأول من نوعه في تاريخ صناعة الأغاني العربية المصورة.
فهد ممسكاً بعصا السيلفي ويبدأ يتجول في شوارع إسطنبول. من إخراج ياسر الياسري وتصوير فهد.
كنت أحبك
أغنية ذات طابع عاطفي أصدرت في منتصف 2014 للصالح البرنامج التلفزيوني الإذاعي «فيض المشاعر» الذي كان يخصص فقرة يشجع بها الناس على إرسال قصائدهم والقصيدة التي يتم ترشيحها تُغنى من قِبل مطربين مشهورين؛ وهكذا وقعت هذة الإغنية بين يدي الملحن عبدالله المناعي ليلحنها ويقوم فهد بغنائها.
الأغنية المملف : الكليب تم تصويره في إحدى إستوديوهات إذاعة صوت الخليج أثناء تسجيل الأغنية، وتحت إشرافهم.
ليه أنا أهتم
هي إحدى أنجح أغاني ألبوم مزاجي (البوم) 2014 العاطفية. أعيد إصدارها في 20 مايو عام 2015 على نمط الموسيقى الكلاسيكية العربية حيث كانت آلة بوق من العناصر المستخدمة في التشكيل الجديد للأغنية.
الأغنية المملف : ثالث تعاون يجمعه مع المخرج ياسر الياسري، فكرة الفيديو بسيطة للغاية تتمحور بأن فهد بإستديو تسجيل ومن خلفة أربعة عازفين أحدهم عازف آلة بوق.
بطلنا

غلاف أغنية

أغنية أصدرها في 22 أكتوبر من عام 2015 بنمط موسيقى البوب العربي، في إستفتاء لمجلة زهرة الخليج الإماراتية الشهيرة حازت على المركز الأول بالمناصفة مع أغنية «مشينا» للمغني العراقي وليد الشامي كأفضل أغنية مصورة ومخرج فيديو كليب لصالح ياسر الياسري في كلتا الأغنيتين. تتمحور الأغنية حول إن الوقوع بحب قلوب قاسية ولا مباليه أكبر خطأ قد يقع فيه المرء.
الأغنية المملف : بتقنية «الواقع الافتراضي» الذي يخوّل للمشاهد مشاهدة الفيديو من جميع الجهات بـ360 درجة تم تصوير الأغنية في شوارع دبي.

## مشاركته مع موسيقى جيمس هورنر

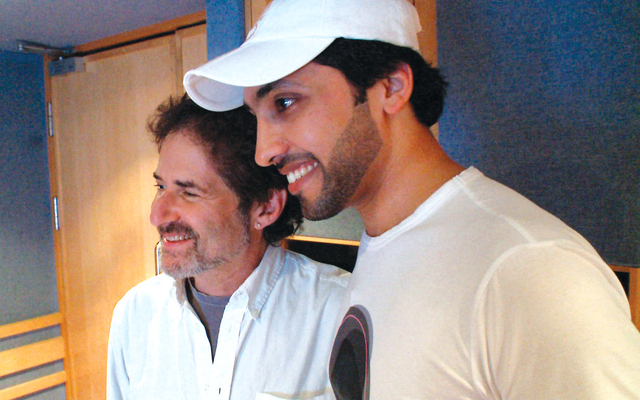
فهد الكبيسي مع جيمس هورنر عام 2011

قد شارك في فيلم داي أوف ذا فالكون وذلك من خلال العمل مع جيمس هورنر الأسطورة في عالم موسيقى الأفلام، وقد تم التسجيل في ستوديوهات «آبي رود» الشهيرة في لندن. ومن ناحية أخرى فقد سجل الكبيسي أغنية تراثية بدوية للفيلم من تأليف القطري عبد الله المناعي. وكانت مؤسسة الدوحة للأفلام آن ذاك قد قدمت الكبيسي لجيمس هورنر من أجل المشاركة في موسيقا فيلم الذهب الأسود، وفور سماع هورنر لأداء الكبيسي عرض عليه تأدية الأغنية الافتتاحية، ليعلن الكبيسي عن موافقته على الفور مؤكدا أنه من الصعب رفض هذا العرض. وحين صدور الفيلم في أكتوبر من عام 2011م حقق نجاحاً ساحقاً لا سيما موسيقاه مما أعطى لفهد الكبيسي بروزاً واضحاً في مجال الغناء.

## حياته الخاصة
صرح فهد في عام 2011 بمقابلةٍ صحفية لهُ بجريدة النهار الكويتية قائلاً:
| فهد الكبيسي                          | حياتي الخاصة خط أحمر.. صحيح إن أي فنان عرضة للشائعات لكن حلو إن حياة الفنان الخاصة تظل خاصة وبعيدة عن وسائل الإعلام.. | فهد الكبيسي |
| — فهد الكبيسي، جريدة النهار الكويتية | |             |

- عائلته

كما أسلفنا فإنه ينتمي للعائلة محافظة والداه ذوي مستوى تعليمي جامعي، شقيقه الأكبر «عبد الله» يعمل مهندس بالإضافة أنه شاعر غنا له فهد بعض من قصائده في البدايات.
أما شقيقة «حمد» إداري بقناة الريان الفضائية، عضو مجلس إدارة وأمين السر بمركز الفنون الموسيقية التابع لوزارة الشباب والرياضة القطرية. و«ناصر» عضو في كورال «سوار» التابع للقناة الجزيرة للأطفال كما أنه تم استضافته في برنامج «براعم واعدة» الذي بُث على تلفزيون قطر وهو طفل صغير.
عام 2005 تزوج فهد من نورة الكواري لينجب منها إبنه خالد وابنته علياء.
- صورته العامة وأسلوبه

تميز فهد بمظهره الرسمي نوعاً ما، كما أنه يغلب عليه الطابع الجدي، إلا أنه في بعض الأحيان يقوم بتصرفات غريبة الأطوار لإضفاء جو من المرح بحفلاته.
فاجئ الجميع ببرنامج «نورت مع أروى» على قناة إم بي سي إنه على رغم من عمله كعارض أزياء إلا أن زوجته هي من تقوم باقتناء ملابسه موضحاً بأنه لا يملك ذوق رفيع خاصةً بالملابس الكاجوال. عُرف بكثرة تبسمه وضحكة وتواضعه.
- علاقته مع الإعلام

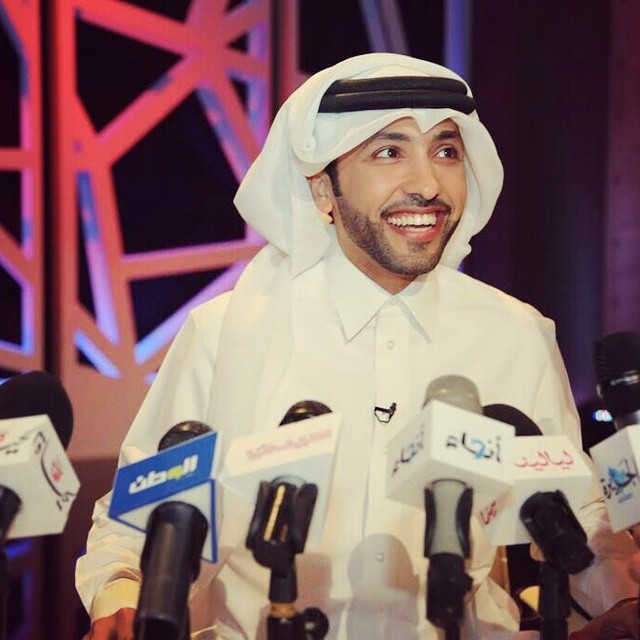
فهد الكبيسي في برنامج "ياهلا رمضان" 2014 في فقرة المؤتمر الصحفي

لم يكن فهد يتصدر عناوين صحف الفضائح كالعديد من الفنانيين الشباب، إلا أنه تعرض للانتقادات لاذعة من قِبل بعض الصحفيين والناس عامةً حول قضية تحوله من الإنشاد إلى الغناء موضحاً بأنه لم يترك الإنشاد وما زال يؤديه، مقتنعاً ان المطرب يغني كل الألوان سواء الإنشاد أو الأغاني العاطفية أو الوطنية؛ كما أنه قد صرح على قناة روتانا خليجية في برنامج «يا هلا رمضان» قائلاً: 
| فهد الكبيسي | إن الانشاد والغناء وجهان للعملة واحدة | فهد الكبيسي |

 جَعلاً من أرائه موضع شك. أما بخصوص الخلافات فهو من ذوي السجل الأبيض إلا أنه في عام 2011 حاصرته أسئلة الإعلاميين في الكويت حول تشابه ستايله بـ “فنان العرب” محمد عبده، توقّع كثيرون أن تأتي إجابة الكبيسي صريحة، فيرفض رفضاً باتاً هذا التشبيه. إلا أنّ الفنان القطري فاجأ الجميع حين قال: 
| فهد الكبيسي | يشرفني تشبيهي بالكبار، وأتمنى أن أصل إلى ما وصلوا إليه من شهرة ونجومية وحب الناس. | فهد الكبيسي |

هذه الإجابة التي حملت الكثير من الدبلوماسية الفنية، فسّرها بعضهم بأنّها تهدف إلى كسب حب جمهور محمد عبده فقط، وخصوصاً أن المتتبع للكبيسي يرى أن هناك بوادر خلاف أو “كف اليد” من الفنان محمد عبده الذي لم يقدم له ألحاناً جديدة، ما دعا الكبيسي إلى وصفه بـ”البخيل”.
ثم توسع الخلاف خلال مهرجان الدوحة الغنائي 2011 بعدما أثير أنّ محمد عبده رفض أن يحيي الكبيسي معه الليلة الختامية. غير أن فهد برأ عبده، رافضاً الإفصاح عن سبب إبعاده عن الليلة الختامية. على رغم من هذا كله إلا أن فهد لا يزال يعتبر من الفنانين الذين يتجنبوا الوقوع في المشاكل.
- نمطه المحافظ في الأغاني المصورة

يعتبر من أشرس نشطاء المدافعين عن حقوق المرأة وقد تطرق لهذا المجال بوسائل متعددة قام بها، حيث يعتبر أن من أهم أركان المحافظة على حقوقها في وجهة نظره هي إظهارها بصورة لائقة بها مصرحاً للمجلة 24 الإلكترونية قائلاً: 
| فهد الكبيسي | أغلب أغنيات الفيديو كليب تحتوي الإثارة، وأحياناً الخلاعة، وأنا أرفض رفضاً قاطعاً أن تقدم المرأة بصورة تسيء لها، وتحطّ من مقدارها. بالنسبة لي المرأة هي أم وأخت وزوجة، واحتراماً وتقديراً لها أرفضُ ظهورها بشكل مباشر وصريح في أعمالي المُصوّرة، وفي حال كان لا بد من ذلك يجب أن تظهر بشكل يحترم إنسانيتها، ويعلي من قيمتها. | فهد الكبيسي |

وقال أيضاً رداً على بعض منتقديه بهذا الجانب: 
| فهد الكبيسي | الأغنية القوية لا تحتاج إلى مُغريات، وبإمكاننا تقديم فيديو كليب محترم، دون أن نستخدم فتاة للإثارة والإغراء. | فهد الكبيسي |

الجدير بالذكر أن فهد منذ انطلاقته يسير على هذا التوجه الذي لاقى إعجاب الكثير من جمهوره وخاصةً النساء منهم؛ كما أنه موضحاً أن هذا النوع من كليبات آمن للأسرة قائلاً: 
| فهد الكبيسي | ومن جهة أخرى يمكن للأسرة مشاهدة الكليب بعيداً عنّ أي تحفّظ أو قلق من إيحاءات تضرّ بسلوك الأطفال. | فهد الكبيسي |

- الأعمال الخيرية

لطالما اشتهر بمناصرته للقضية الفلسطينية من خلال أغانيه وغنائه بالحفلات المعنية بذلك فكانت من أولى وأبرزها أغنية «أحبك يا قدس» التي أصدرها عام 2010. وفي عام 2013 عينته الجمعية القطرية للسرطان سفيراً فخرياً لها ليسجل الكبيسي أغنية خاصة حملت عنوان «الأمل» من كلمات عبد الرحيم الصدّيقي، وألحان عبد الله المناعي وتوزيع زيد نديم، وقام بغنائها بين شوطي مباراة فريقي الريان والسد القطريين، وسط تفاعل واستقبال كبير من جمهور الفريقين الحاضرين في ستاد نادي السد الرياضي، كما أنه عين سفيراً فخرياً أيضاً لدى الجمعية القطرية للرعاية المسنين.

## الجوائز
- حصل الفنان فهد الكبيسي على جائزة هوليوود للموسيقى والإعلام فئة موسيقى العالم لعام 2021 ليصبح أول فنان عربي يحصل على هذه الجائزة العالمية.[2]
- جائزة أحسن صوت شبابي (اوسكار الفيديو كليب 2006م).
- جائزة أفضل مطرب عربي (اوسكار الفيديو كليب 2007م)
- الجائزة الذهبية في قسم بـرامج المنوعات الإذاعية عن تقديمه لبرنامج أهل الطرب على الإذاعة القطرية (مهرجان الخليج للإذاعة والتلفزيون الـ 11 2010م)
- جائزة أفضل مغني خليجي (الاجتماع التاسع عشر لوزراء الثقافة بدول مجلس التعاون الخليجي) البحرين 2013م
- حصد فهد الكبيسي جائزة أفضل فنان خليجي للعام 2017 ضمن الحفل العالمي لتوزيع جوائز مسابقة GOLDEN PANTHER AWARD

كأول فنان خليجي يفوز بجائزة «النمر الذهبي».
- وفي شهر يناير 2021 توج النجم القدير فهد الكبيسي بجائزة هوليوود للموسيقى والإعلام كأفضل فنان عالمي، وذلك عن أغنية «ياما قلت لك» كلمات الشاعر الشيخ حمد بن عبد الله بن أحمد آل ثاني وألحان عبد الله المناعي وقام بالتوزيع الموسيقي مهند سيف، ليكون الفنان العربي الوحيد الذي يفوز بهذه الجائزة العالمية.

## المشاركات في المهرجانات
1. مهرجان مناصرة مسلمي كوسوفا 1999م – قطر<<15.
2. مهرجان الأمير فيصل بن فهد الثقافي الأول – الندوة العالمية للشباب الإسلامي 2001م - السعودية
3. مهرجان خور فكان الثقافي 2002م – خور فكان – الإمارات<<16.
4. مهرجان ليالي النشيد – مهرجان الدوحة الثقافي – 2003م – قطر
5. مهرجان القدس عالبال – مارس 2004م – البحرين
6. مهرجان الكلمة الطيبة الثاني 2004م – الدمام – السعودية<<17.
7. أوبريت لوحات خليجية – أكتوبر 2004م – الكويت<<18.
8. مهرجان الأقصى الدولي – مايو 2005م – الجزائر<<19.
9. أوبريت مي وغيلان – الدوحة مارس 2006م<<20.
10. حفل ختام بطولة الألعاب الآسيوية 2006م (آسياد الدوحة 2006م)<<21.
11. أوريت بر وبحر – 2007م – قطر<<22.
12. مهرجان الدوحة الثامن للأغنية 2007<<23.
13. مهرجان الدوحة التاسع للأغنية 2008
14. مهرجان مناصرة غزة 2009 الدوحة
15. الجلسة1 قناة سما دبي 2009
16. جلسات وناسه 2010
17. مهرجان عيد الفطر في سوق واقف 2010 قطر
18. الجلسة2 قناة سما دبي 2010
19. جلسات وناسة 2010 و 2013
20. مهرجان يوم الميثاق الوطني2011 البحرين
21. مهرجان الدوحة العاشر للأغنية 2011
22. مهرجان ليالي فبراير بالكويت 2011
23. الموعد الثاني 2011
24. مهرجان ربيع سوق واقف 2011 قطر
25. حفل mbc اكشنها 2011 الرياض
26. حتفالات يوم الاتحاد الوطني الأربعون 2011 الفجيرة
27. جلسات إذاعة صوت الريان 2014

1. مهرجان ربيع سوف واقف 2014 قطر<<20.
2. ليالي فبراير 2014 الكويت
3. مهرجان جازان الشتوي 2015 جازان
4. مهرجان صيف قطر 2017 و 2018
5. مهرجان ربيع سوق واقف 2018
6. حفل حفل دار الأوبرا - كتارا 2018 قطر
7. جلسات إذاعة صوت الخليج 2019
8. ليلة الأغنية القطرية 2019 و 2020
9. سمرات إذاعة مزاجي 2021

كما قام بالمشاركة في الحفل الموسيقي لدولة قطر والذي كان في قاعة الجمعية العامة للأمم المتحدة بمدينة نيويورك.
وفي سنة 2017 قام فهد الكبيسي بإعادة غناء مجموعة من الأغاني الشرقية القديمة للفنانين الكُبار مثل:
| الأغنية              | اسم الفنان      |
| -------------------- | --------------- |
| هوا يا هوا           | عفاف راضي       |
| ياللي تعبنا سنين     | فاتن فريد       |
| العين اللي ماتشوفكشي | لطفي بوشناق     |
| قولي اعملك إيه       | محمد عبدالوهاب  |
| أي دمعة حزن          | عبد الحليم حافظ |
| يا مسهرني            | أم كلثوم        |